# Геннадий (Дубенский)
Генна́дий (в миру — Григо́рий Константи́нович Дубе́нский; умер 1658) — черниговский иконописец.
Упоминается в «Сказании о святых иконописцах», составленном в конце XVII — начале XVIII века. Был монахом Ильинского монастыря в Чернигове, где написал в 1652 году образ Пречистой и Преблагословенной Девы Марии. В дальнейшем икона прославилась как чудотворная — в апреле 1662 года с иконы в течение восьми дней якобы текли слезы, что было описано в сочинении Дмитрия Ростовского «Руно орошенное». Позднее она спасла монахов от татар. Другие чудеса с иконой, которые якобы происходили 1667—1696 годах, были описаны в сочинении Ивана Максимовича «Богородице Дево».